# Ròmul (satèl·lit)
Ròmul és la lluna exterior i més gran de l'asteroide del cinturó principal (87) Sílvia; no s'ha de confondre amb l'asteroide que orbita directament el sol, (10386) Ròmul. Segueix una òrbita gairebé circular propera a l'equatorial al voltant de l'asteroide pare. Referent a això, és similar a l'altra lluna Rem.
Romulus va ser descobert el febrer de 2001 des del telescopi Keck II per Michael E. Brown i Jean-Luc Margot. El seu nom complet és (87) Sílvia I Ròmul; abans de rebre el seu nom, era conegut com a S/2001 (87) 1. La lluna porta el nom de Ròmul, el fundador mitològic de Roma, un dels bessons de Rea Sílvia criats per un llop.
(87) Sílvia té una densitat baixa, el que indica que és probablement una pila de runes que es va formar quan les restes d'una col·lisió entre el seu cos principal i un altre asteroide van reacrear gravitacionalment. Per tant, és probable que tant Ròmul i Rem, la segona de les llunes de Sylvia, són piles de runa més petites de l'acreció en òrbita al voltant del cos principal de la runa de la mateixa col·lisió. En aquest cas s'espera que la seva albedo i densitat pot ser similar a Sylvia.
S'espera que l'òrbita de Ròmul pugui ser bastant estable −que es troba a l'interior de l'esfera de Hill de Sílvia (en 1/50 del radi de Hill de Sílvia), però també ho és de l'òrbita síncrona.
Des de la superfície de Ròmul, Sílvia ocupa una regió angular de 16°×10°, mentre que la mida aparent de Rem varia entre 0,62° i 0,19° (en comparació, la Lluna de la Terra té una mida aparent del voltant de 0,5°).